# Аокигахара
Aoкигахара (青木ヶ原), позната и као „Море дрвећа“ (Јукаи, 樹海), је густа шума на северозападној падини планине Фуџи, у Јапану.
Шума има историјску важност јер се сматра домом yūrei (幽霊), духова мртвих у јапанској митологији. Последњих година Аокигахара је постала позната као „Шума самоубица“, једно од најчешће коришћених места за самоубиство у свету. На стазама које воде у шуму постављени су знаци који упозоравају потенцијалне самоубице да размисле о својим породицама и контактирају удружење за спречавање самоубистава.

## Географија
Шума заузима површину од преко 3.500 хектара. Подлога, на којој је израсла шума, састоји се од очврсле лаве која се излила током ерупције планине Фуџи 864. године. На западном ободу шуме постоји неколико пећина до којих воде уређене шумске стазе. Пећине се током зиме напуне ледом и служе као туристичка атракција. Такве су, на пример, Пећина ветра „Фугаку“, Пећина језера Саико Бат и Ледена пећина „Нарусава“, која је под ледом током целе године. Поједини делови Аокигахаре су густо насељени биљкама, што говори чињеница да се у тим деловима сунчеви зраци не могу пробити кроз крошње дрвећа. Шума је густо насељена, пуна корења развијеног на вулканској подлози, обрасла маховином, па је неретко долазило до случајева нестанка њених посетилаца. Према предању, свако ко би се усудио да крочи у шуму, како би изашао, везивао би траку по дрвећу, да би лакше нашао излаз.
Аокигахара је лажно приказана као место где навигацијски компаси не раде. Игле магнетних компаса неће радити на правилан начин ако се поставе директно на лаву, усклађујући се са природним магнетизмом стене, који се разликује у садржају гвожђа и чврстоћи у зависности од локације. Међутим, компас се понаша очекивано када се држи на нормалној висини. 

## Биљни и животињски свет
У дубљим деловима шуме готово да нема живота, али зато се по рубовима шуме могу наћи азијски црни медведи, мала јапанска кртица, слепи мишеви, мишеви, зечеви, јелени, лисице, дивљи вепрови, јапанске куне, јапанске веверице, крастаче црног лица, оријенталне корњаче, итд. Птице, које насељавају шуму, су, углавном, из родова сеница (врбова сеница, дугорепа сеница) детлића (пигмејски детлић, пегави детлић), кукавица и дроздова.
У шуми бораве и многобројни инсекти, највише лептири, који се срећу и у унутрашњости шуме, а од којих су нама познати: обична седефица, обрубљени плавац и бело оцило.
Од биљака, поред маховине и папрати, као доминантних, у Аокигахари се могу наћи и бројне дрвенасте врсте, као што су, јапански црвени бор, јапански бели бор, хиноки, криптомерија, цуга, јаворолика липа, монголски кестен, јапанска трешња, итд. Дубље у шуми има много зељастих цветних биљака, укључујући јапанску мочварицу (Artemisia princepѕ), , Corydalis incisa, красолику, Geranium nepalense, Kalimeris pinnatifida, итд. Ту су и мико-хетеротрофне биљке, попут Monotropastrum humile, јетрењаче, итд. Рубови шума су гушће насељени.

## „Шума самоубиства”
Шума је препознатљива у свету као једно од најпознатијих места за самоубиство у Јапану. Највећи број самоубистава се, према подацима, догоди крајем марта, када је крај фискалне године у Јапану. Најчешћа су самоубиства вешањем или пилулама за спавање.

На уласку у Аокигахару постављен је натпис у којем се потенцијалне самоубице моле да још једном преиспитају тај чин. На њему пише:
Живот је нешто драгоцено што су нам подарили родитељи. Још једном у тишини поразмислите о томе како ће се осећати ваши родитељи, браћа и сестре и деца.
Шума је привукла пажњу јавности након објављивања романа Сеича Мацумотоа (Seichō Matsumoto) Nami no Tō (Кула валова), 1961. године. Међутим, прича о самоубиствима у Аокигахари старија је од романа. Према предању, многе имућне породице остављале су своје неспособне чланове у Аокигахари, како би смањиле број гладних уста (ubasute), да тако одбачени умру сами и гладни, тешком и мучном смрћу. Верује се да душе тих измучених људи вребају у шуми и прогоне сваког ко се усуди да крочи у најдубље делове шуме.